# Ряд Меркатора
У математиці ряд Меркатора (або ряд Ньютона — Меркатора) є рядом Тейлора для натурального логарифма:
{\displaystyle \ln(1+x)=x-{\frac {x^{2}}{2}}+{\frac {x^{3}}{3}}-{\frac {x^{4}}{4}}+\cdots ,}
або з використанням позначень суми:
{\displaystyle \ln(1+x)=\sum _{n=1}^{\infty }{\frac {(-1)^{n+1}}{n}}x^{n}.}
Ряд Меркатора збігається при {\displaystyle -1<x\leq 1}, хоча збіжність досить повільна. При {\displaystyle |x|<1} ряд збігається абсолютно.

## Історія

Площа під гіперболою в інтервалі дорівнює

У 1647 Грегуар де Сен-Венсан виявив зв'язок логарифма і площі під гіперболою (див. рисунок). У 1650 році, виходячи з геометричних міркувань, італійський математик П'єтро Менголі опублікував у своєму трактаті «Нові арифметичні квадратури» розкладання {\displaystyle \ln 2} в нескінченний ряд:
{\displaystyle \ln 2={\frac {1}{1\cdot 2}}+{\frac {1}{3\cdot 4}}+{\frac {1}{5\cdot 6}}+\cdots .}
У 1657 році цю формулу незалежно опублікував англійський математик Вільям Браункер в своїй статті «Квадратура гіперболи за допомогою нескінченного ряду раціональних чисел».
У 1668 році німецький математик Ніколас Меркатор (Кауфман), який проживав тоді в Лондоні, в трактаті «Logarithmotechnia»
вперше розглянув розкладання в ряд не числа, а функції:
{\displaystyle {\frac {1}{1+x}}=1-x+x^{2}-x^{3}+\dots }
Далі він знайшов площі під лівою і правою частинами цього розкладу (в сучасних термінах, проінтегрував їх) і отримав «ряд Меркатора», який виписав для значень {\displaystyle x=0{,}1} та {\displaystyle x=0{,}21}. Збіжність ряду Меркатор не дослідив, але відразу після виходу в світ праці Меркатора Джон Валліс вказав, що ряд придатний при {\displaystyle 0\leqslant x<1} (від'ємними числами тоді нехтували).
Як виявили історики, Ньютон вивів такий же ряд в 1665 році, але, за своїм звичаєм, не подбав про публікацію. Глибокі дослідження Ньютона в області нескінченних рядів були опубліковані тільки в 1711 році, в трактаті «Аналіз за допомогою рівнянь з нескінченним числом членів».

## Виведення
Ряд можна отримати з теореми Тейлора методом індукції через обчислення {\displaystyle n}-ї похідної функції {\displaystyle \ln(x)} у точці {\displaystyle x=1}, починаючи з
{\displaystyle {\frac {d}{dx}}\ln(x)={\frac {1}{x}}.}
Також можна почати з скінченного геометричного ряду ({\displaystyle t\neq -1}):
{\displaystyle 1-t+t^{2}-\cdots +(-t)^{n-1}={\frac {1-(-t)^{n}}{1+t}}}
з якого отримуємо
{\displaystyle {\frac {1}{1+t}}=1-t+t^{2}-\cdots +(-t)^{n-1}+{\frac {(-t)^{n}}{1+t}}.}

З цього випливає, що
{\displaystyle \int _{0}^{x}{\frac {{\rm {d}}t}{1+t}}=\int _{0}^{x}\left(1-t+t^{2}-\cdots +(-t)^{n-1}+{\frac {(-t)^{n}}{1+t}}\right)\ {\rm {d}}t}
і шляхом почленного інтегрування маємо
{\displaystyle \ln(1+x)=x-{\frac {x^{2}}{2}}+{\frac {x^{3}}{3}}-\cdots +(-1)^{n-1}{\frac {x^{n}}{n}}+(-1)^{n}\int _{0}^{x}{\frac {t^{n}}{1+t}}\ {\rm {d}}t.}
Якщо {\displaystyle -1<x\leq 1}, залишковий член прямує до 0 при {\displaystyle n\to \infty }.
Якщо цей вираз проінтегрувати {\displaystyle k} разів, то отримаємо
{\displaystyle -xA_{k}(x)+B_{k}(x)\ln(1+x)=\sum _{n=1}^{\infty }(-1)^{n-1}{\frac {x^{n+k}}{n(n+1)\cdots (n+k)}},}
де
{\displaystyle A_{k}(x)={\frac {1}{k!}}\sum _{m=0}^{k}{k \choose m}x^{m}\sum _{l=1}^{k-m}{\frac {(-x)^{l-1}}{l}}}
та
{\displaystyle B_{k}(x)={\frac {1}{k!}}(1+x)^{k}}
є многочленами змінної {\displaystyle x}.

## Особливі випадки
Якщо у ряді Меркатора покласти {\displaystyle x=1}, то отримуємо знакозмінний гармонійний ряд
{\displaystyle \sum _{k=1}^{\infty }{\frac {(-1)^{k+1}}{k}}=\ln(2).}

## Варіації та узагальнення
Ряд Меркатора непридатний для реальних розрахунків, так як збігається дуже повільно, причому в обмеженому інтервалі. Але вже в рік публікації роботи Меркатора (1668) Джеймс Грегорі запропонував його модифікований варіант:
{\displaystyle \ln \left({\frac {1+x}{1-x}}\right)=2\left(x+{\frac {x^{3}}{3}}+{\frac {x^{5}}{5}}+{\frac {x^{7}}{7}}+\cdots \right).}
Цей ряд збігається набагато швидше, а логарифмований вираз вже може бути будь-яким додатним числом . Наприклад, сума перших 10 членів ряду Меркатора для {\displaystyle \ln 2} дорівнює {\displaystyle 0{,}646}, тут тільки перший десятковий знак вірний, в той час як ряд Грегорі дає значення {\displaystyle 0{,}6931471805498}, в якому вірні 10 знаків з 13..
На комплексній площині ряд Меркатора набуває узагальнений вигляд:
{\displaystyle \sum _{n=1}^{\infty }{\frac {z^{n}}{n}}=z+{\frac {z^{2}}{2}}+{\frac {z^{3}}{3}}+{\frac {z^{4}}{4}}+\cdots .}
Це ряд Тейлора для комплексної функції {\displaystyle f(z)=-\ln(1-z)}, де символ {\displaystyle \ln } позначає головну вітку (головне значення) комплексного натурального логарифма. Даний ряд збігається в крузі {\displaystyle |z|\leqslant 1,z\neq 1}.
Насправді, як видно з ознаки д'Аламбера, ряд має радіус збіжності рівний 1, тому збігається абсолютно у кожному крузі {\displaystyle B(0,r)} з радіусом {\displaystyle r<1}. Більше того, він рівномірно збігається на кожному виколотому крузі {\displaystyle {\overline {B(0,1)}}\setminus B(1,\delta )} з {\displaystyle \delta >0}. Це відразу випливає з алгебраїчної тотожності:
{\displaystyle (1-z)\sum _{n=1}^{m}{\frac {z^{n}}{n}}=z-\sum _{n=2}^{m}{\frac {z^{n}}{n(n-1)}}-{\frac {z^{m+1}}{m}},}
оскільки ряд у правій частині рівномірно збігається на всьому замкненому одиничному крузі.